# Lista över fornlämningar i Växjö kommun (Uråsa)
Lista över fornlämningar i Växjö kommun (Uråsa) är en förteckning av ett urval av de fornlämningar som finns i Uråsa i Växjö kommun.

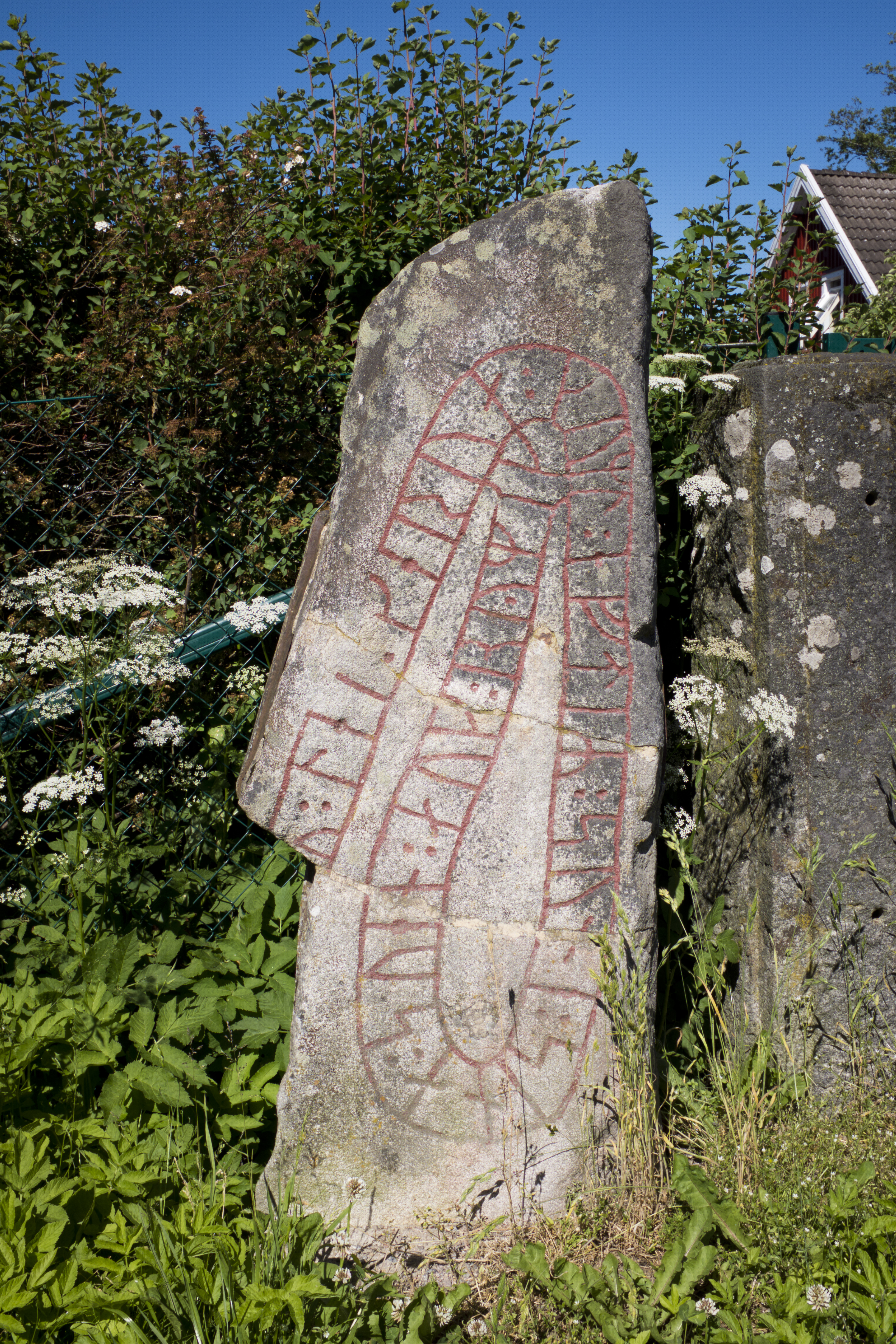
Runsten i Högnalöv på fastigheten Uråsa 14:1. Runstenen står utmed landsvägen mellan Uråsa och Jät, strax intill bron över Skyeån. ”Spak lät göra minnesmärket efter sina söner Sven och Röming” lyder inskriptionen.

| Namn                                | Lämningstyp    | Tillkomsttid | Historisk indelning | Plats | Läge                 | ID-nr          | Bild                                 |
| ----------------------------------- | -------------- | ------------ | ------------------- | ----- | -------------------- | -------------- | ------------------------------------ |
| Uråsa 2:1                           | Hällristning   |              | Uråsa, Småland      |       | 56.696748, 14.921880 | 10076500020001 | Ladda upp en bild av detta fornminne |
| Norråkersröset (Uråsa 6:1)          | Stensättning   |              | Uråsa, Småland      |       | 56.717799, 14.862916 | 10076500060001 | Ladda upp en bild av detta fornminne |
| Uråsa 8:1                           | Hällristning   |              | Uråsa, Småland      |       | 56.703309, 14.880963 | 10076500080001 | Ladda upp en bild av detta fornminne |
| Offerstenen/Altarstenen (Uråsa 9:1) | Hällristning   |              | Uråsa, Småland      |       | 56.694534, 14.874155 | 10076500090001 | Ladda upp en bild av detta fornminne |
| Uråsa 10:1                          | Gravfält       |              | Uråsa, Småland      |       | 56.695550, 14.871725 | 10076500100001 | Ladda upp en bild av detta fornminne |
| Pjaskerör (Uråsa 11:1)              | Stenkammargrav |              | Uråsa, Småland      |       | 56.681392, 14.907460 | 10076500110001 | Ladda upp en bild av detta fornminne |
| Uråsa 14:1                          | Runristning    |              | Uråsa, Småland      |       | 56.697792, 14.887568 | 10076500140001 | Ladda upp en bild av detta fornminne |
| Uråsa 15:1                          | Stenkammargrav |              | Uråsa, Småland      |       | 56.706327, 14.907798 | 10076500150001 | Ladda upp en bild av detta fornminne |
| Uråsa 16:1                          | Stensättning   |              | Uråsa, Småland      |       | 56.676284, 14.915237 | 10076500160001 | Ladda upp en bild av detta fornminne |
| Uråsa 17:1                          | Stensättning   |              | Uråsa, Småland      |       | 56.677902, 14.915045 | 10076500170001 | Ladda upp en bild av detta fornminne |
| Uråsa 17:2                          | Stensättning   |              | Uråsa, Småland      |       | 56.678186, 14.914397 | 10076500170002 | Ladda upp en bild av detta fornminne |
| Uråsa 18:1                          | Gravfält       |              | Uråsa, Småland      |       | 56.698409, 14.950269 | 10076500180001 | Ladda upp en bild av detta fornminne |
| Uråsa 19:1                          | Stensättning   |              | Uråsa, Småland      |       | 56.703541, 14.935688 | 10076500190001 | Ladda upp en bild av detta fornminne |
| Uråsa 20:1                          | Röse           |              | Uråsa, Småland      |       | 56.702952, 14.935889 | 10076500200001 | Ladda upp en bild av detta fornminne |
| Uråsa 20:2                          | Röse           |              | Uråsa, Småland      |       | 56.702872, 14.936070 | 10076500200002 | Ladda upp en bild av detta fornminne |
| Uråsa 41:1                          | Kvarn          |              | Uråsa, Småland      |       | 56.710134, 14.894532 | 10076500410001 | Ladda upp en bild av detta fornminne |
| Uråsa 51:1                          | Stensättning   |              | Uråsa, Småland      |       | 56.685294, 14.905970 | 10076500510001 | Ladda upp en bild av detta fornminne |
| Uråsa 53:1                          | Stensättning   |              | Uråsa, Småland      |       | 56.684441, 14.910176 | 10076500530001 | Ladda upp en bild av detta fornminne |
| Uråsa 54:1                          | Stensättning   |              | Uråsa, Småland      |       | 56.679449, 14.906280 | 10076500540001 | Ladda upp en bild av detta fornminne |
| Uråsa 54:2                          | Stensättning   |              | Uråsa, Småland      |       | 56.679190, 14.906750 | 10076500540002 | Ladda upp en bild av detta fornminne |
| Uråsa 55:1                          | Stensättning   |              | Uråsa, Småland      |       | 56.681360, 14.905863 | 10076500550001 | Ladda upp en bild av detta fornminne |
| Uråsa 55:3                          | Stensättning   |              | Uråsa, Småland      |       | 56.681490, 14.904880 | 10076500550003 | Ladda upp en bild av detta fornminne |
| Uråsa 57:1                          | Stensättning   |              | Uråsa, Småland      |       | 56.685149, 14.928633 | 10076500570001 | Ladda upp en bild av detta fornminne |
| Uråsa 74:2                          | Röse           |              | Uråsa, Småland      |       | 56.692303, 14.915821 | 10076500740002 | Ladda upp en bild av detta fornminne |
| Uråsa 76:1                          | Hällristning   |              | Uråsa, Småland      |       | 56.697977, 14.897151 | 10076500760001 | Ladda upp en bild av detta fornminne |
| Uråsa 95:1                          | Stensättning   |              | Uråsa, Småland      |       | 56.688359, 14.944211 | 10076500950001 | Ladda upp en bild av detta fornminne |
| Uråsa 97:1                          | Stensättning   |              | Uråsa, Småland      |       | 56.679152, 14.904551 | 10076500970001 | Ladda upp en bild av detta fornminne |
| Uråsa 107:1                         | Kvarn          |              | Uråsa, Småland      |       | 56.723790, 14.899024 | 10076501070001 | Ladda upp en bild av detta fornminne |